# 91. Infanterie-Division (Deutsches Kaiserreich)
Die 91. Infanterie-Division war ein Großverband des Deutschen Heeres im Ersten Weltkrieg.

## Geschichte
Die Division wurde nach ihrer Aufstellung zunächst an der Ostfront eingesetzt, bevor sie an die Westfront verlegt wurde. 
Von amerikanischen Quellen wurde die Division als viertklassig eingestuft. An der Westfront konnte sie von den Alliierten nicht aufgeklärt werden.

### Gefechtskalender

#### 1916
- 04. Juni bis 15. Juli – Kämpfe am Stochid
- 16. bis 27. Juli – Kämpfe am oberen Styr-Stochod
- 28. Juli bis 4. November – Schlacht bei Kowel
- ab 5. November – Stellungskämpfe am oberen Styr-Stochod

#### 1917
- bis 1. Dezember – Stellungskämpfe am oberen Styr-Stochod
- 02. bis 17. Dezember – Waffenruhe
- ab 17. Dezember – Waffenstillstand

In diesem Zeitraum kam es zu diversen Wechseln bei den unterstellten Truppenteilen. Des Weiteren wurde die Division zur Unterstützung der Armee Österreich-Ungarns eingesetzt. 

#### 1918
- bis 18. Februar – Waffenstillstand
- 18. Februar bis 21. Juni – Kämpfe zur Unterstützung der Ukraine
  - 25. Februar – Czernichow, südlich Iskowost
  - 07. bis 8. März – Kämpfe bei Charkow
  - 09. bis 11. März – Gefecht bei Bachmatsch
  - 21. März – Gefecht bei Romny
  - 04. April – Gefecht bei Kupinacha und Gubarewka
  - 08. April – Einnahme von Charkow
  - 17. bis 18. April – Gefechte bei Nowo-Jekaterinoslawl
  - 25. bis 26. April – Gefecht um Bahnhof Tscherkasskoje und Bahnhof Rodakowo
  - 01. Mai – Gefecht bei Millerowo
  - 02. bis 5. Mai – Gefecht bei Gunderowskaja-Kamjonsskaja
  - 06. Mai – Gefecht bei Fedorjew
- 07. Mai bis 11. November – Okkupation von Rumänien (Siehe auch: Rumänien im Ersten Weltkrieg)
- 22. Juni bis 15. September – Besetzung der Ukraine
- 15. bis 28. September – Transport nach dem Westen
- 28. September bis 11. November – Stellungskampf im Oberelsass
- 12. November bis 23. Dezember – Räumung des besetzten Gebietes und Marsch in die Heimat

## Gliederung

### Kriegsgliederung 1916
- 175. Landwehr-Infanterie-Brigade, abgezogen aus der 88. Infanterie-Division
  - Landwehr-Infanterie-Regiment Nr. 33, aufgestellt im Bereich des V.Armee-Korps in Posen
  - Landwehr-Infanterie-Regiment Nr. 349, aufgestellt im Bereich des VIII. Armee-Korps in der Rheinprovinz
  - Landwehr-Infanterie-Regiment Nr. 350

- - 3. Eskadron/Kürassier-Regiment „Herzog Friedrich Eugen von Württemberg“ (Westpreußisches) Nr. 5
  - Zeitweise war auch das 1. Ermländische Infanterie-Regiment Nr. 150 von der 37. Infanterie-Division unterstellt, welches aber nach schweren Verlusten wieder rückunterstellt wurde.

### Kriegsgliederung vom 19. Februar 1917
- 175. Landwehr-Infanterie-Brigade
  - Infanterie-Regiment Nr. 437
  - Landwehr-Infanterie-Regiment Nr. 37
  - Landwehr-Infanterie-Regiment Nr. 349
  - 3. Eskadron/Jäger-Regiment zu Pferde Nr. 12
  - Feldartillerie-Regiment Nr. 277
  - Stab Pionier-Bataillon Nr. 91
    - 3. Ersatz-Kompanie/Pionier-Bataillon Fürst Radziwill (Ostpreußisches) Nr. 1
    - 3. Reserve-Kompanie/Pionier-Bataillon Nr. 33
    - Scheinwerferzug Nr. 341
    - Minenwerfer-Kompanie 91
    - Fernsprech-Abteilung 91

### Kriegsgliederung vom 27. Januar 1918
- 175. Landwehr-Infanterie-Brigade
  - Landwehr-Infanterie-Regiment Nr. 37
  - Landwehr-Infanterie-Regiment Nr. 349
  - Landwehr-Infanterie-Regiment Nr. 437
  - 2. Eskadron/Dragoner-Regiment „König Albert von Sachsen“ (Ostpreußisches) Nr. 10
  - Feldartillerie-Regiment Nr. 277
- Pionier-Bataillon Nr. 91
- Divisions-Nachrichten-Kommandantur Nr. 91

## Kommandeure
| Dienstgrad             | Name                  | Datum                           |
| ---------------------- | --------------------- | ------------------------------- |
| General der Infanterie | Hermann Clausius      | August 1916 bis 5. Oktober 1918 |
| Generalmajor           | Ludwig von Friedeburg | 6. Oktober 1918 bis Kriegsende  |